# Прикольная сказка
«Прикольная сказка» (укр. Прикольна казка)  — первый украинский музыкальный фильм-сказка для семейного просмотра, снятый при поддержке Государственной службы кинематографии Украины и Министерства культуры Эстонии.
Премьера на Украине 4 декабря 2008 года в Культурном центре «Кинотеатр „Київ“».

## Сюжет
Ироническая и захватывающая сказка, в которой действуют романтичные герои, коварные воры и отчаянные милитаристы. Действие разворачивается в двух немного странных соседних королевствах: Военном и Несчастном. Жители первого всю жизнь бессмысленно и безуспешно воюют, а второго — жалуются на несчастливую судьбу. Как заведено в сказках, принцесса Несчастного королевства влюбляется в принца Военного. После множества захватывающих, смешных, трогательных, иногда опасных, приключений их соединяет Судьба в образе волшебной маленькой девочки.
В результате сложных и прикольных сюжетных коллизий Военный Министр поймёт, что спасти человека намного приятнее, чем её погубить, Принцесса найдёт своего любимого, а коварная шпионка получит по заслугам. А между королевствами воцарился покой, благосостояние и счастье.
Действие фильма разворачивается в сказочные времена. А это значит, что средневековые рыцари вооружены современными автоматами, ездят на джипах и ведут переговоры через спутники связи, Принцесса принимает участие в конкурсе красоты, а Королева обожает смотреть по телевизору выступления своего эстрадного кумира.

## В ролях
| Актёр                   | Роль                                                  |
| ----------------------- | ----------------------------------------------------- |
| Владислав Троицкий      | Король Несчастного королевства                        |
| Мерле Пальмисте         | Королева Несчастного королевства                      |
| Алёна Алымова           | Принцесса Несчастного королевства                     |
| Денис Роднянский        | Молодой король Военного королевства                   |
| Георгий Делиев          | Военный министр                                       |
| Борис Барский           | офицер, начальник подземного центра управления войной |
| Оксана Малашенкова      | Ведьма                                                |
| Елена Козырь            | Девочка-Судьба                                        |
| Владимир Козырь         | Рыцарь                                                |
| Владимир Козырь-младший | ученик военной школы                                  |